# Балка Козина
Балка Козина — балка (річка) в Україні у Антрацитівському й Свердловському районах Луганської області. Права притока річки Нагольної (басейн Азовського моря).

## Опис
Довжина балки приблизно 8,26 км, найкоротша відстань між витоком і гирлом — 6,73  км, коефіцієнт звивистості річки — 1,23 . Формується декількома балками та загатами.

## Розташування
Бере початок у північно-східній частині селища Любимівки. Тече переважно на південний захід і на південно-західній околиці селища Нагольно-Тарасівка впадає у річку Нагальну, ліву притоку річки Міусу.

## Цікаві факти
- Біля витоку балки на північній стороні на відстані приблизно 435,47 м пролягає автошлях[2] Луганськ — Ізварине (державний кордон з Росією — автомобільний шлях міжнародного значення на території України).
- На лівому березі балки розташований Ландшафтний заказник Нагольний кряж[3].